# Rezerwat przyrody Chleb
Rezerwat przyrody Chleb – obszar ochrony ścisłej w Krywańskiej części Małej Fatry w Karpatach Zachodnich na Słowacji. Obejmuje górną część Vratnej doliny (a dokładniej jej głównego ciągu zwanego Starą Doliną), a także górną część południowych zboczy Chleba.
Rezerwat utworzony został w roku 1967, a w 1981 i 1988 jego granice zmieniono. Obecnie ma powierzchnię 412,87 ha. Podłoże zbudowane jest z wapieni z domieszką dolomitów i kwarcytów.  Występują tutaj typowe dla wapiennego podłoża zjawiska krasowe, m.in. jaskinie. Północne zbocza Chleba i północno-zachodnie stoki grani Chleb - Poludňový grúň są bardzo strome, zimą schodzą z nich groźne lawiny. Na północnych stokach Chleba znajduje się cyrk lodowcowy, a w górnych partiach gołoborza. W kotle pod Chlebem dobrze zachowała się kosodrzewina, która w wielu innych miejscach Małej Fatry została wycięta dla potrzeb pasterstwa. Na terenie rezerwatu stale przebywa niedźwiedź brunatny (ma tutaj gawry) i gniazduje kruk zwyczajny.
Negatywny wpływ na rezerwat wywiera kolejka gondolowa Vrátna - Chleb i związany z nią wzmożony ruch turystyczny.